# Пакистан
Пакистан (енгл. Pakistan), званично Исламска Република Пакистан (енгл. Islamic Republic of Pakistan) је држава у Јужној Азији. То је пета најмногољуднија земља на свету, са популацијом од скоро 243 милиона људи, и има другу највећу муслиманску популацију на свету одмах иза Индонезије. Пакистан је 33. највећа земља на свету по површини и друга по величини у Јужној Азији, простире се на 881.913 квадратних километара. Има обалу од 1.046 километара дуж Арапског мора и Оманског залива на југу, а граничи се са Индијом на истоку, Авганистаном на западу, Ираном на југозападу и Кином на североистоку. Од Таџикистана је уско одвојен авганистанским Ваханским коридором на северу, а дели и поморску границу са Оманом. Исламабад је главни град земље, док је Карачи  највећи град и финансијски центар.
Пакистан је место неколико древних култура, укључујући 8.500 година старо неолитско налазиште Мехргарх у Белуџистану, цивилизацију долине Инда из бронзаног доба, најобимнију цивилизацију афро-евроазије, и древну цивилизацију Гандхара. Регион који обухвата модерну државу Пакистан био је царство вишеструких империја и династија, укључујући Ахемениде; укратко онај Александра Великог; Селеукиди, Маурије, Кушани, Гупта; Омејадски калифат у својим јужним регионима, Хинду шахије, Газнавиди, Делхи Султанат, Могули, Дурани, Османско царство, Царство Сика, влада Британске Источноиндијске компаније, а најскорије, Британски Раџ од 1858. до 1947. године.
Подстакнут Пакистанским покретом, који је тражио домовину за муслимане Британске Индије, и изборним победама 1946. Свеиндијске муслиманске лиге, Пакистан је стекао независност 1947. након поделе Британско-индијског царства, који је доделио одвојену државност својој региона са већинским муслиманским становништвом и био је праћен неупоредивом масовном миграцијом и губитком људи. У почетку као доминион Британског Комонвелта, Пакистан је званично израдио свој устав 1956. године и постао проглашена исламска република. Године 1971, ексклава Источни Пакистан се отцепила као нова земља Бангладеш након деветомесечног грађанског рата. У наредне четири деценије, Пакистаном су владале владе чији су се описи, иако сложени, обично смењивали између цивилних и војних, демократских и ауторитарних, релативно секуларних и исламистичких. Пакистан је 2008. изабрао цивилну владу, а 2010. усвојио парламентарни систем са периодичним изборима.
Пакистан је држава средње моћи, и има шесту по величини сталну оружану снагу на свету. Проглашена је држава са нуклеарним оружјем, и рангирана је међу привредама у настајању и водећим растом, са великом средњом класом која брзо расте. Политичку историју Пакистана од стицања независности карактеришу периоди значајног економског и војног раста, као и периоди политичке и економске нестабилности. Етнички и лингвистички је разнолика земља, са сличном разноликом географијом и дивљим животињама. Земља се и даље суочава са изазовима, укључујући сиромаштво, неписменост, корупцију и тероризам. Пакистан је члан Уједињених нација, Шангајске организације за сарадњу, Организације исламске сарадње, Заједнице нација, Јужноазијске асоцијације за регионалну сарадњу и Исламске војне коалиције за борбу против тероризма, и означен је као главни не- НАТО савезник од стране Сједињених Држава.

## Порекло назива
Име Пакистан на урдуу и персијском језику значи земља чистих. Чодхари Рахмат Али смислио је име 1933. године и објавио га у памфлету Сад или никад. Реч је заправо акроним назива муслиманских територија западне Индије - П за Панџаб, А за Авганија, К за Кашмир, С за Синд и -тан за Белуџистан (провинција у Пакистану). Везник И додат је касније, јер истан на урдуу значи земља, док пак значи чист. Држава је названа Пакистан 1947. године, док је данашњи назив, Исламска Република Пакистан, у употреби од 1957. године.

## Географија

### Положај
Пакистан обухвата област од 803.940 km². Источни регион Пакистана се налази на индијској тектонској плочи, док се западни и северни делови налазе на иранском и евроазијском платоу. Пакистан има 1.046 km дугачку поморску границу на Арабијском мору, док укупна земљишна граница броји 6.774 km (2.430 km са Авганистаном, 523 km са Кином, 2.912 km са Индијом и 909 km са Ираном).

### Геологија и рељеф
Пакистан је географски разнолика земља. На југу се налазе долине и равнице, песковите плаже и пријатна клима, док се на северу налази ланац Хималаја са врховима високим преко 8.000 m. Пакистан броји око 108 планинских врхова преко 7.000 m и пет врхова преко 8.000 m (К2 и Нанга Парбат). Река Инд протиче кроз Пакистан. Северни део земље је веома атрактивно туристичко место и Мека за планинаре. Западно од Инда се налази провинција Белуџистан са сувом климом и зеленим долинама, док су на истоку пешчане дине и пустиња Тар у области Тарпаркер.
Пустиња Тар (на Урду језику تھرپارکر) у јужној провинцији Синд је седма по величина и једина плодна пустиња у свету. Многе области Панџаб и Синд региона су веома плодне, па је пољопривреда веома развијена у њима.

### Клима
Клима варира заједно са географијом. Хладне зиме и врућа лета доминирају севером, док блага клима доминира југом. У централним деловима није реткост да током летњих месеци жива пређе 45 °C, док су зиме јако хладне са температурама испод нуле. Током касних месеци летње сезоне, непредвидљиви монсунски ветрови доносе варљиве количине кише - од 250 милиметара до преко 1.250 милиметара.

## Историја
Данашњи грађани Пакистана представљају мешавину различитих раса и етничких група (Харапани, Персијанци, Парћани, Кушани, Хуни, Авгани, Арапи, и Турци). Током вишевековних напада, освајања и мигрирања, свака од горе поменутих група је оставила траг на простору данашњег Пакистана и многи обичаји и традиције су постале саставни део културе Пакистана. Данашњи Пакистан такође представља територију треће најстарије цивилизације (после Месопотамије и Египта), која је постојала још 2500. п. н. е. и трајала све до њеног пада 1500. п. н. е. Данашњи Пакистан је основан 1947. године, 14. августа, али територије које му данас припадају се преклапају са историјом и развојем територија које припадају данас другим државама - Индији, Ирану и Авганистану. Регион је вековима био трговинска путања. Највећа трговина свилом се некада обављала рутом која пролази кроз територије данашњег Пакистана и рута се звала Пут свиле. Неретко се ова територија зове Музеј раса, управо због мешавине култура и етничких група на овој територији као резултат трговине. Познати историчар и географ де Мулер је често поредио овај регион са регионом северне Африке: Ако је, како се каже, Египат дар Нила, онда је Пакистан дар Инда..
Ова трећа по старости и развијености цивилизација, нестала је средином другог миленијума п. н. е. и заменила ју је Ведик Цивилизација, која се простирала великим делом северне Индије и Пакистана. Велике силе, царства и војске су владале регионом, од Персијског царства око 543. п. н. е, Александра Великог 326. п. н. е. до Мауријског царства. Индо-грчко краљевство је обухватало регион Гандаре и Панџаба око 184. п. н. е. У овом периоду град Такшашила постаје центар образовања. Остаци некадашњег града, који се налазио западно од Исламабада, је један од највећих археолошких ископина у Пакистану.
Године 712. н. е. арапски генерал Мухамед ибн Касим је освојио Синд и Мултан у јужном делу Панџаба, и тиме започиње владавина неколико муслиманских царевина (Газнавидско царство, Делхијски султанат и Могулско царство). Током дугог периода многи верски учитељи успешно упознају локално становништво са новом религијом - ислам. Током постепеног слабљења утицаја Могулског царства у региону почетком 18. века, припадници етничких група Афгана, Балока и Сика заузимају велики део територије Пакистана све до доласка Британске источноиндијске компаније.
Индијски рат за независност 1857. године је био последњи велики оружани сукоб против британске владавине у региону. Политичка странка Муслиманска лига постаје све популарнија током касних 30-их година 20. века, као резултат страха локалних муслимана да нису довољно заступљени у политици, као и у друштву. Дана 29. децембра 1930. године, током председничког обраћања, Алама Икбал се обраћа нацији и захтева оснивање самосталне муслиманске државе на северозападу јужне Азије. Мухамед Али Џина објављује Теорију двеју нација.
 Ова теорија је директно довела до Лахорске резолуције 1940. године, која је за резултат имала креирање државе Пакистан 1947. године.
Пакистан је међународно признат 14. августа 1947. године. Тадашња територија Пакистана се састојала из два муслиманска дела која нису била спојена, већ је између њих била Индија. Један део се налазио на западу јужне Азије и граничио се са Ираном, док се други део налазио на источном делу јужне Азије. Оваква подела са Индијом између, је довела до сукоба између два народа која су припадала различитим религијама. Оружани сукоби су избили око нејасно дефинисаних граница, нарочито око територија Џаму и Кашмир. Сукоби око Кашмира су прерасли у Индијско-пакистански рат 1947. или Први Кашмирски рат (1947—1948. године), у којем су обе стране, Индија и Пакистан, освојиле једнако велике делове територије. Република Пакистан је проглашена 1958. године након војног пуча на челу са Ајуб Каном (1958—69. године). Он је био председник новонастале републике током веома нестабилних, како унутрашњих тако и политичких односа са Индијом. Политичка нестабилност у региону довела је до Другог рата са Индијом 1965. године. Његов наследник Јаја Кан (председник у периоду од 1969. до 1971) је поред политичких проблема морао да се суочи и са елементарном непогодом - циклоном - који је Пакистан коштао 500.000 живота. Нестабилност у источном Пакистану је прерасла у нових ратних сукоба - Бангладешки ослободилачки рат и Индијско-пакистански рат 1971. године, и напокон губљења територија на источном делу Азије и стварање самосталне државе Бангладеш.
Од 1972. до 1977. године Пакистаном је владао Зулфикар Али Буто. Године 1977. Буто је збачен а 1979. осуђен је на смрт. На челу војног суда је био генерал Зиа-ул-Хак, који постаје трећи војни диктатор. Пакистански грађански устав, доласком генерала на власт, је замењен Исламским шеријатским закоником, којим се владало како грађанским правом тако и војним. Године 1988. у авио несрећи генерал Зиа гине, а на чело владе долази прва жена премијер Беназир Буто, ћерка убијеног Зулфикар Али Бута.
Током наредних десет година, на парламентарним изборима госпођа Буто бива замењена Наваз Шарифом да би након три године опет била изабрана. Године 1991. Пакистан учествује у војној коалицији на челу са САД у Заливском рату. Пакистан улази у коалицију са јасним улогом - одбрана Саудијске Арабије и шаље 5.000 војника. Војна напетост у Каргил конфликту са Индијом 1999. године завршава се војним пучем у којем генерал Первез Мушараф заузима парламент. Године 2001. Мушараф постаје председник и премијер након оставке Рафик Тарара. Године 2002. Мушараф препушта место премијера (али задржава функцију председника) и предаје га изабраном Зафарула Кан Џамалију, којег је наследио на парламентарним изборима 2004. године Шаукат Азиз. Након претњи сменом Мушараф је одлучио да поднесе оставку у августу 2008.

## Влада
Муслиманска лига је формирала прву пакистанску владу на челу са Мухамедом Али Џином и Лиакутом Али Каном. Временом је моћ Муслиманске лиге опала услед формирања већег броја политичких странака и увођењем вишестраначког система. У западном Пакистану популарност је имала Пакистанска Народна Партија, а у источном делу је владала Авами Лига (партија која је форсирала независност источног дела Пакистана и оснивање Бангладеша). Први устав Пакистана је усвојен 1956. године, га је Ајуб Кан 1958. године суспендовао. Устав из 1973. године, којег је суспендовао 1977. године Зија ул Хак, је поново усвојен 1991. године. По овом уставу, Пакистан је федерална демократска република са Исламом као државном религијом. Систем се састоји од Сената (који броји 100 чланова) и Националног Савета (342 члана). Председник је врховни командант војних снага. Премијер је обично лидер највеће политичке партије у Националном Савету. Свака провинција функционише по овом систему само на мањем нивоу (свака провинција има свој Национални Савет, са најбројнијом партијом и вођом те партије као премијером те провинције).
Пакистанске војне снаге су увек играле велику улогу у политичком животу. У три случаја војно лице је владало Пакистаном (сва три су били генерали: Ајуб Кан од 1958. до 1971, Зија ул Хак од 1977. до 1988, и Первез Мушараф од 1999. до 2008). Пакистанска Народна Партија, на челу са Зулфикар Али Бутом је током седамдесетих година 20. века постала популарна међу обичним светом, као алтернатива већ постојећих странака. Под владавином Зије ул Хака, Пакистан се трансформисао од слободног тржишта и секуларне државе у затворено тржиште и исламску државу са усвојеним шеријатским закоником.

## Административна подела
Пакистан је федерација од 4 провинције, територије главног града и Племенских подручја по федералном управом. Пакистан врши фактичку власт над спорним западним деловима региона Кашмир, који су организовани као два посебна политичка ентитета (Азад Кашмир и Северна подручја). Провинције се деле на укупно 107 дистриката. Племенска подручја обухватају седам племенских управних подручја и шест мањих граничних региона.
Провинције:
1. Белуџистан
2. Хајбер-Пахтунва (ранији назив: Северозападна гранична провинција)
3. Панџаб
4. Синд

Територије:
1. Територија Исламабада
2. Племенска подручја под федералном управом

Делови Кашмира под пакистанском управом:
1. Азад Кашмир
2. Гилгит-Балтистан (ранији назив: Северна подручја)

## Привреда
Пакистан, земља у развоју, је имала великих успона и падова као резултат политичке и економске нестабилности. Упркос томе што је Пакистан 1947. године био веома сиромашна земља, његов развој је био бољи него просечни глобални развој у наредне четири деценије. Међутим, често преке и неразмотрене политичке одлуке су довеле до успореног развоја земље током касних деведесетих. Свеобухватне реформе у последњих пар година резултовале су у бољем економском стању земље и убрзале раст производног и финансијског сектора. Пакистан је побољшао сопствену позицију на светској трговинској сцени. Године 2005. страни дуг је био близу 90 милијарди америчких долара. Овај дуг је смањен захваљујући помоћи Међународног Монетарног Фонда и отписивањем дела дуга од стране САД. Пакистански бруто домаћи производ, мерен на основу паритета куповне моћи, је процењен на 439,7 милијарди америчких долара., док је доходак по глави становника 2.803 УСД долара

## Демографија Пакистана
За Пакистан се процењује да је у 2006. имао преко 166 милиона становника. Представља шесту државу на свету по броју становника. Од 1951. до 1998. градско становништво Пакистана се повећало седам пута. Пакистан је 1951. имао само 33 милиона становника. Тако драматичан раст ипак показује знакове успоравања. Наталитет у Пакистану је 34 промила, а морталитет је 10 промила. Стопа природног прираштаја је 24 промила.
Урду је национални језик иако је материњи језик за само 8% становништва, а енглески је службени језик, који се користи у уставу, пословима и на већини универзитета. Панџаби говори 60 милиона, али није признат за службени језик.

### Највећи градови
| Карачи Лахор Фејсалабад Равалпинди | 1.  | Карачи     | Синд                  | 11.136.886 | Multan Гујранвала Хајдерабад Пешавар |
| Карачи Лахор Фејсалабад Равалпинди | 2.  | Лахор      | Панџаб                | 6.658.393  | Multan Гујранвала Хајдерабад Пешавар |
| Карачи Лахор Фејсалабад Равалпинди | 3.  | Фејсалабад | Панџаб                | 2.600.525  | Multan Гујранвала Хајдерабад Пешавар |
| Карачи Лахор Фејсалабад Равалпинди | 4.  | Равалпинди | Панџаб                | 1.824.983  | Multan Гујранвала Хајдерабад Пешавар |
| Карачи Лахор Фејсалабад Равалпинди | 5.  | Мултан     | Панџаб                | 1.550.046  | Multan Гујранвала Хајдерабад Пешавар |
| Карачи Лахор Фејсалабад Равалпинди | 6.  | Гујранвала | Панџаб                | 1.466.063  | Multan Гујранвала Хајдерабад Пешавар |
| Карачи Лахор Фејсалабад Равалпинди | 7.  | Хајдерабад | Синд                  | 1.391.534  | Multan Гујранвала Хајдерабад Пешавар |
| Карачи Лахор Фејсалабад Равалпинди | 8.  | Пешавар    | Хајбер-Пахтунва       | 1.303.351  | Multan Гујранвала Хајдерабад Пешавар |
| Карачи Лахор Фејсалабад Равалпинди | 9.  | Исламабад  | Територија Исламабада | 1.082.262  | Multan Гујранвала Хајдерабад Пешавар |
| Карачи Лахор Фејсалабад Равалпинди | 10. | Квета      | Белуџистан            | 842.410    | Multan Гујранвала Хајдерабад Пешавар |
| Карачи Лахор Фејсалабад Равалпинди | 11. | Саргода    | Панџаб                | 593.463    | Multan Гујранвала Хајдерабад Пешавар |
| Карачи Лахор Фејсалабад Равалпинди | 12. | Сиалкот    | Панџаб                | 545.646    | Multan Гујранвала Хајдерабад Пешавар |
| Карачи Лахор Фејсалабад Равалпинди | 13. | Бахавалпур | Панџаб                | 528.678    | Multan Гујранвала Хајдерабад Пешавар |
| Карачи Лахор Фејсалабад Равалпинди | 14. | Сукур      | Синд                  | 400.148    | Multan Гујранвала Хајдерабад Пешавар |
| Карачи Лахор Фејсалабад Равалпинди | 15. | Џанг       | Панџаб                | 379.770    | Multan Гујранвала Хајдерабад Пешавар |
| Карачи Лахор Фејсалабад Равалпинди | 16. | Шеикхупура | Панџаб                | 362.808    | Multan Гујранвала Хајдерабад Пешавар |
| Карачи Лахор Фејсалабад Равалпинди | 17. | Мардан     | Хајбер-Пахтунва       | 326.132    | Multan Гујранвала Хајдерабад Пешавар |
| Карачи Лахор Фејсалабад Равалпинди | 18. | Гуџрат     | Панџаб                | 325.952    | Multan Гујранвала Хајдерабад Пешавар |
| Карачи Лахор Фејсалабад Равалпинди | 19. | Ларкана    | Синд                  | 322.315    | Multan Гујранвала Хајдерабад Пешавар |
| Карачи Лахор Фејсалабад Равалпинди | 20. | Касур      | Панџаб                | 317.575    | Multan Гујранвала Хајдерабад Пешавар |

## Празници
Велики број празника и фестивала се годишње слави у Пакистану. Поред многобројних муслиманских празника, велики број секуларних празника се такође обележава. Табла представља највеће празнике Пакистана.
| Датум                               | Назив                 | Локални назив  | Урду (Насталик)               |
| ----------------------------------- | --------------------- | -------------- | ----------------------------- |
| 1. јануар                           | Нова Година           | -              |                               |
| 23. март                            | Дан Пакистана         | -              | -                             |
| 1. мај                              | Дан рада              | -              | -                             |
| 8. јули                             | Смрт Фатиме Џина      | Madar-e-Millat | فاطمہ جناح                    |
| 30. јул                             | Рођендан Фатиме Џина  | Madar-e-Millat | فاطمہ جناح                    |
| 14. август                          | Дан независности      | -              | -                             |
| 6. септембар                        | Дан одбране Пакистана | -              | -                             |
| 11. септембар                       | Смрт Мухамад Али Џине | Quaid-e-Azam   | قائد اعظم                     |
| 9. новембар                         | Мухамад Икбал         | Allama Iqbal   | محمد اقبال                    |
| Датуми који прате исламски календар |                       |                |                               |
| Дул Хиђа                            | Ид ел Адха            | -              | عيد الأضحى                    |
| Шаваал                              | Ид ел Фитр            | -              | عيد الفطر                     |
| Раби`-ул-Аваал                      | Мавлид                | Mawlid an-Nabi | مولد، مولد النبي، ميلاد النبي |

## Култура и друштво
Демографска слика Пакистана је одраз вишевековног мешања култура, религија и етничких група. Кухиња, архитектура, одећа и литература је резултат великог утицаја муслиманских владара који су или владали Пакистаном или били у пролазу. Дубок траг у култури Пакистана су оставили Могули и Авгани, који су између осталог донели нови материјал за прављење одеће и нову моду одевања, које се може данас видети у националној ношњи Пакистана. Национална ношња се састоји од широких панталона (светлих и разноликих боја за жене и једнобојних за мушкарце) које се зову шалваре (на урдуشلوار قمیض). Горњи део ношње се састоји од дугачке мајице или тунике која се зове шерван (на Урду شیروانی). Мушкарац поред шалвари и шервана носи и правоугаону капу на глави (беле, црвене или зелене - боја ислама), која се зове Фес.
Музика Пакистана варира од региона до региона. Народна музика са традиционалним призвуком се назива Кавали (قوٌالی). Усмена поезија се назива газал (غزل) и арапског је порекла. У модерној музици често долази до спајања елемената народне са елементима западне музике. Познати пакистански извођачи народне музике су Нусрат Фатех Али Кан, Мехди Хасан, Гулан Али, Фарида Канум, Тахира Сид и Икбал Бано. По доласку Афганских избеглица, Пашто и персијска народна музика је постала популарна у западним провинцијама.
До 1990. године, државна телевизија ПТВ је доминирала медијским небом, али након приватизације, појавиле су се многе приватне ТВ станице (ГеоТВ, Индус ТВ, ТВ Хум, Државна Телевизија Пакистана). Многе америчке, европске и азијске ТВ станице су доступне већини становништву Пакистана путем кабловске претплате или сателита. Постоји и мала филмска индустрија у Лахору и Пешавару (локално се зове Лоливуд и Поливуд). Иако су филмови из Боливуда забрањени, индијске филмске звезде су веома популарне.
Највећим делом, становништво Пакистана су полиглоте, знајући најмање два језика. 96% становништва чине муслимани. Породица и традиционалне вредности се високо котирају. У последњих неколико година дошло је до стварања средње класе у градовима као што су Карачи, Лахор, Хајдерабад, Фејсалабад и Пешавар. Ти градови се крећу више ка слободној економији и либерализму, док је север земље веома конзервативан. Глобализација и западна култура је имала огроман утицај на Пакистан. Према Кернијевом/ФП Индексу Глобализације, Пакистан је на 46. месту. Око четири милиона Пакистанаца живи ван земље . (пола милиона у САД, око милион у Саудијској Арабији, и око милион у Уједињеном Краљевству.
Кухиња Пакистана је слична кухињи северне Индије. Географска локација Пакистана такође одређује кухињу која варира од региона до региона. На пример, кухиња западног дела земље има елементе кухиње Блиског истока, док источни део земље има елементе кухиње Далеког истока. Становништво на северном делу земље не једе зачињену храну, али једу пуно домаћег хлеба. Након сваког оброка, следи шоља чаја. Како је Пакистан претежно муслиманска земља, свињетина и свињски производи се не конзумирају. Најпопуларнија јела се састоје од пилетине и јагњетине са роштиља.
На истоку земље пилав је основни састав сваког ручка. Веома популаран оброк је пилетина, кувана у сосу са исецканим поврћем. Сос се кува док не прокључа и не постане густ. Комадићи пилетине претходно потопе у јогурт, а затим кувају заједно са сосом. Пилав се служи одвојено. Овакав оброк се зове на енглеском Chicken Tikka Jalfrezi.

## Религија
Према попису из 1998. године 96,3% укупног становништва Пакистана се изјаснило као припадници ислама. Највећи проценат становништва, око 80%, припада традиционалном облику ислама и називају се Сунити. Мањинске групе, које припадају другим религијама, као на пример Индуси, немају право да јавно обележавају празнике своје религије нити да показују на јавним местима симболе.
Већина припадника исламске вероисповести се изјашњавају као сунити. Међутим ова велика група није централизована и у зависности од провинције до провинције другачијег су степена конзервативности и различитих праваца у погледу филозофије. Исламски мистицизам, илити суфизам, је група са највећим бројем верских следбеника и обухвата велике руралне делове земље, провинције Синд и Панџаб, као и градове Лахор, Мултан и Равалпинди. Следбеници покрета Деобандис су конзервативнијег схватања. Покрет Деобандис потиче из мале верске школе која је основана 1866. године у малом граду Деобанд, у индијској провинцији Утар Прадеш. На урду покрет се назива جامعه اسلاميه دار العلوم ديوبند, тј. Dar ul-'Ulum Deoband, што у преводу значи Кућа знања у Деобанду. Велики број становника провинције Балучистан припада овом покрету. Поред ове велике две школе, мањи проценат становника припада пуританском Ахл и Хадит покрету (такође познат као Вахабије). Овај покрет потпуно одбацује учења суфизма као и крајње конзервативни покрет Деобандиса. Овај покрет је популаран у мањем облику у градовима Лахор, Сијалкот и Фејсалабад.
Не зна се тачно колики је проценат шиита муслимана, односно како се локално називају Дванаесторица, у Пакистану. Процењује се да броје око 15% укупног становништва. Разлог зашто их локално становништво назива Дванаесторица је тај што они верују да у исламу укупно има дванаест имама, тј. хоџе.